# Inhuma
Inhuma est une municipalité brésilienne située dans l'État du Piauí.